# S nadějí Tour 2019
S nadějí Tour 2019 je turné kapely Dymytry. Tour mělo sálovou a open air část s celkem 17 zastávkami po České republice . Stálým hostem byla kapela Černá. Dále se na pozici hosta (v sálech) střídaly kapely Cocotte Minute, Booters a Oceans (DE) .

## Line-up
Dymytry:
- Jan „Protheus“ Macků (zpěv)
- Jiří „Dymo“ Urban (kytara)
- Jan „Gorgy“ Görgel (kytara)
- Artur „R2R“ Michajlov (basová kytara)
- Miloš „Mildor“ Meier (bicí)

## Harmonogram turné
| Datum           | Město             | Místo                     | Host                                    |
| Sálová část     | Sálová část       | Sálová část               | Sálová část                             |
| --------------- | ----------------- | ------------------------- | --------------------------------------- |
| 15. března 2019 | Tábor             | Hotel Palcát              | Cocotte Minute                          |
| 16. března 2019 | Příbram           | Sportovní hala            | Cocotte Minute                          |
| 22. března 2019 | Dolní Benešov     | Kulturní dům              | Booters                                 |
| 23. března 2019 | Zábřeh            | Kulturní dům              | Booters                                 |
| 29. března 2019 | Kutná Hora        | Kulturní dům Lorec        | Cocotte Minute                          |
| 30. března 2019 | Kladno            | Kulturní dům              | Oceans                                  |
| 5. dubna 2019   | Prostějov         | Společenský dům           | Oceans                                  |
| 6. dubna 2019   | Vsetín            | Kulturní dům              | Oceans                                  |
| 12. dubna 2019  | Jindřichův Hradec | Kulturní centrum Jitka    | Cocotte Minute                          |
| 13. dubna 2019  | Mladá Boleslav    | Kulturní dům              | Oceans                                  |
| 3. května 2019  | Hluk              | Sportovní hala            | Cocotte Minute                          |
| 11. května 2019 | Semily            | Kulturní centrum Golf     | Cocotte Minute                          |
| Open air část   |                   |                           |                                         |
| 27. dubna 2019  | Praha             | Letiště Letňany (Majáles) | Koncert je součástí festivalu           |
| 4. května 2019  | Brno              | Výstaviště Brno (Majáles) | Koncert je součástí festivalu           |
| 10. května 2019 | Hradec Králové    | Majáles                   | Koncert je součástí festivalu           |
| 18. května 2019 | Hlinsko           | Amfiteátr                 | Arakain s Lucií Bílou, Hämatom, Booters |
| 23. května 2019 | Plzeň             | Amfiteátr Plaza           | Hämatom, Cocotte Minute                 |